# Metroxylon sagu
Metroxylon sagu (la veritable palmera del sagú) és una espècie de palmera dins el gènere Metroxylon, que és una planta nativa de l'Àsia tropical del sud-est a Indonèsia (oest de Nova Guinea i les Moluques), Papua Nova Guinea, Malàisia i probablement també de les Filipines.

## Descripció
És una palmera amb múltiples tiges les quals només floreixen una sola vegada. Les tiges fan de 7 a 25 m d'alt i acaben en una inflorescència. Les fulles són pinnades d'uns 10 m de llargada. El fruit sembla una drupa i fa uns 5 cm de diàmetre.

## Cultiu i usos
Aquesta palmera és important comercialment pel fet de produir el midó alimentari anomenat sagú el qual s'obté de l'interior esponjós dels troncs de la planta. Amb els pecíols de les fulles secs se'n fan els sostres i les parets de les cases i també els rais. Aquesta palmera es reprodueix mitjançant les llavors i més sovint per replantació de les tiges joves (esqueixos) 